# Persone di nome Raphael
| Questa pagina contiene informazioni ricavate automaticamente dalle voci biografiche con l'ausilio del template Bio e di un bot. L'aggiornamento è periodico e automatico e ricostruisce completamente la pagina. Se manca una persona in questa lista, sei pregato di non aggiungerla, ma accertati piuttosto che la sua voce biografica contenga il template Bio e che i dati anagrafici siano correttamente compilati. Se il template Bio manca, inseriscilo tu stesso o, in alternativa, metti l'avviso {{tmp\|Bio}} che ne segnala la mancanza. Se i dati riportati sono sbagliati, correggi direttamente la voce biografica; le modifiche saranno visibili in questa lista entro pochi giorni. Per chiarimenti vedi il progetto antroponimi. La lista contiene solo le 89 persone che sono citate nell'enciclopedia e per le quali è stato implementato correttamente il template Bio. Pagina aggiornata al 22 lug 2025. |

Questa è una lista di persone presenti nell'enciclopedia che hanno il nome Raphael, suddivise per attività principale.

## Ammiragli(1)
- Raphael Semmes, ammiraglio statunitense (Baltimora, n. 1809 - Mobile, † 1877)

## Arbitri di calcio(1)
- Raphael Claus, arbitro di calcio brasiliano (Santa Bárbara d'Oeste, n. 1979)

## Architetti(1)
- Raphael Zuber, architetto svizzero (Coira, n. 1973)

## Arcivescovi cattolici(2)
- Raphael Thattil, arcivescovo cattolico indiano (Thrissur, n. 1956)
- Raphael p'Mony Wokorach, arcivescovo cattolico ugandese (Ojigo, n. 1961)

## Artisti marziali misti(1)
- Raphael Assunção, artista marziale misto brasiliano (Recife, n. 1982)

## Astisti(1)
- Raphael Holzdeppe, astista tedesco (Kaiserslautern, n. 1989)

## Attori(1)
- Raphael Sbarge, attore statunitense (New York, n. 1964)

## Avvocati(1)
- Raphael Lemkin, avvocato e giurista polacco (Vaŭkavysk, n. 1900 - New York, † 1959)

## Biologi(1)
- Raphael Mechoulam, biologo e chimico israeliano (Sofia, n. 1930 - Gerusalemme, † 2023)

## Calciatori(30)
- Raphael Aflalo, calciatore brasiliano (San Paolo, n. 1996)
- Raphael Ayagwa, calciatore nigeriano (Gboko, n. 1998)
- Raphael Botti, ex calciatore brasiliano (Juiz de Fora, n. 1981)
- Raphael Bove, ex calciatore italiano (Cassino, n. 1977)
- Raphael Chukwu, ex calciatore nigeriano (Aba, n. 1975)
- Raphinha, calciatore brasiliano (Porto Alegre, n. 1996)
- Raphael Dwamena, calciatore ghanese (Nkawkaw, n. 1995 - Kavajë, † 2023)
- Raphael Framberger, calciatore tedesco (Aystetten, n. 1995)
- Dodô, calciatore brasiliano (Vespasiano, n. 1994)
- Raphael Guzzo, calciatore portoghese (San Paolo, n. 1995)
- Raphael Holzhauser, calciatore austriaco (Wiener Neustadt, n. 1993)
- Raphael Koch, ex calciatore svizzero (Emmen, n. 1990)
- Raphael Lea'i, calciatore salomonese (Honiara, n. 2003)
- Raphael Maitimo, ex calciatore olandese (Rotterdam, n. 1984)
- Raphael Martinho, ex calciatore brasiliano (Campo Grande, n. 1988)
- Raphael Meade, ex calciatore inglese (Londra, n. 1962)
- Raphael Mirval, calciatore francese (Les Abymes, n. 1996)
- Raphael Obermair, calciatore filippino (Prien am Chiemsee, n. 1996)
- Raphael Odogwu, calciatore italiano (Verona, n. 1991)
- Raphael Onyedika, calciatore nigeriano (Imo, n. 2001)
- Raphael Rohrer, ex calciatore liechtensteinese (Grabs, n. 1985)
- Raphael Rossi, calciatore brasiliano (Campinas, n. 1990)
- Raphael Sallinger, calciatore austriaco (Klagenfurt, n. 1995)
- Raphael Augusto, calciatore brasiliano (Rio de Janeiro, n. 1991)
- Raphael Schäfer, ex calciatore tedesco (Kędzierzyn-Koźle, n. 1979)
- Raphael Alemão, calciatore brasiliano (Foz do Iguaçu, n. 1996)
- Raphael Silva, calciatore brasiliano (Cuiabá, n. 1992)
- Raphael Tracey, calciatore statunitense (Gillespie, n. 1904 - Saint Louis, † 1975)
- Raphael Veiga, calciatore brasiliano (San Paolo, n. 1995)
- Raphael Wolf, ex calciatore tedesco (Monaco di Baviera, n. 1988)

## Cantanti(2)
- Raphael, cantante e attore spagnolo (Linares, n. 1943)
- Raphael, cantante, chitarrista e compositore italiano (Savona, n. 1986)

## Cestisti(2)
- Raphael Gaspardo, cestista italiano (Bressanone, n. 1993)
- Ray Kuka, cestista e allenatore di pallacanestro statunitense (Havre, n. 1922 - Havre, † 1990)

## Chimici(2)
- Raphael Eduard Liesegang, chimico tedesco (Elberfeld, n. 1869 - Bad Homburg vor der Höhe, † 1947)
- Raphael Meldola, chimico inglese (Islington, n. 1849 - Londra, † 1915)

## Chirurghi(1)
- Raphael Bienvenu Sabatier, chirurgo francese (Parigi, n. 1732 - † 1811)

## Chitarristi(1)
- Raphael Rabello, chitarrista e compositore brasiliano (Petrópolis, n. 1962 - Rio de Janeiro, † 1995)

## Ciclisti su strada(2)
- Raphaël Jonckheere, ciclista su strada belga (Staden, n. 1927 - Torhout, † 1999)
- Raphael Schweda, ex ciclista su strada e dirigente sportivo tedesco (Rostock, n. 1976)

## Comici(1)
- Raphael Bob-Waksberg, comico, sceneggiatore e produttore televisivo statunitense (San Mateo, n. 1984)

## Direttori artistici(1)
- Raphael Lacoste, direttore artistico francese (Parigi, n. 1974)

## Economisti(1)
- Raphael Bostic, economista statunitense (New York City, n. 1966)

## Giocatori di badminton(1)
- Raphael Beck, giocatore di badminton tedesco (Düsseldorf, n. 1992)

## Giocatori di calcio a 5(1)
- Raphael Bessa, ex giocatore di calcio a 5 brasiliano (San Paolo, n. 1986)

## Giocatori di football americano(2)
- Raphael Llanos-Farfan, ex giocatore di football americano e allenatore di football americano tedesco (Brema, n. 1982)
- Raphael da Cruz, giocatore di football americano e allenatore di football americano brasiliano

## Giornalisti(1)
- Raphael Honigstein, giornalista tedesco

## Hockeisti su ghiaccio(3)
- Raphael Andergassen, hockeista su ghiaccio italiano (Bolzano, n. 1993)
- Raphael Diaz, hockeista su ghiaccio svizzero (Baar, n. 1986)
- Raphael Vassanelli, hockeista su ghiaccio svizzero (Baar, n. 1990)

## Informatici(1)
- Raphael Finkel, informatico statunitense (Chicago, n. 1951)

## Matematici(1)
- Raphael M. Robinson, matematico statunitense (National City, n. 1911 - Berkeley, † 1995)

## Medici(1)
- Raphael E. Cuomo, medico statunitense (n. 1988)

## Militari(1)
- Raphael Cotoner, militare spagnolo (Palma di Maiorca, n. 1601 - La Valletta, † 1663)

## Musicisti(1)
- Raphael, musicista statunitense (Tulsa, n. 1948)

## Pallavolisti(1)
- Raphael de Oliveira, ex pallavolista brasiliano (São João del-Rei, n. 1979)

## Pastori protestanti(1)
- Raphael Warnock, pastore protestante e politico statunitense (Savannah, n. 1969)

## Pianisti(1)
- Ray Bryant, pianista statunitense (Filadelfia, n. 1931 - New York, † 2011)

## Pistard(1)
- Raphael Kokas, pistard e ciclista su strada austriaco (Vienna, n. 2004)

## Pittori(1)
- Raphael Coxie, pittore fiammingo (Malines - Bruxelles, † 1616)

## Politici(2)
- Nii Amaa Ollennu, politico ghanese (Accra, n. 1906 - † 1986)
- Raphael Raduzzi, politico italiano (Bressanone, n. 1991)

## Politologi(1)
- Ralph Bunche, politologo e diplomatico statunitense (Detroit, n. 1904 - New York, † 1971)

## Rabbini(1)
- Raphael Isaiah Azulai, rabbino italiano (Gerusalemme, n. 1743 - Ancona, † 1830)

## Rapper(1)
- RAF Camora, rapper austriaco (Vevey, n. 1984)

## Registi(1)
- Raphael J. Sevilla, regista, sceneggiatore e produttore cinematografico messicano (Città del Messico, n. 1905 - Città del Messico, † 1976)

## Sassofonisti(1)
- Raphael Ravenscroft, sassofonista britannico (Stoke-on-Trent, n. 1954 - Exeter, † 2014)

## Sciatori alpini(2)
- Raphael Fässler, ex sciatore alpino svizzero (Svitto, n. 1985)
- Raphael Haaser, sciatore alpino austriaco (Innsbruck, n. 1997)

## Scrittori(3)
- Raphael Holinshed, scrittore e storiografo inglese (n. 1529 - Bramcote, † 1580)
- Raphael Georg Kiesewetter, scrittore e musicista ceco (Holešov, n. 1773 - Baden, † 1850)
- Pseudonymous Bosch, scrittore e sceneggiatore statunitense

## Scrittori di fantascienza(1)
- R. A. Lafferty, scrittore di fantascienza statunitense (Neola, n. 1914 - Broken Arrow, † 2002)

## Storici(1)
- Raphael Sealey, storico britannico (Middlesbrough, n. 1927 - Berkeley, † 2013)

## Teologi(1)
- Raphael Egli, teologo e alchimista svizzero (Frauenfeld, n. 1559 - Marburgo, † 1622)

## Triatleti(1)
- Raphael Montoya, triatleta francese (Nizza, n. 1995)

## Velocisti(1)
- Raphael Bouju, velocista olandese (Amsterdam, n. 2002)

## Vescovi cattolici(1)
- Raphael Tuki, vescovo cattolico egiziano (Girga, n. 1701 - Roma, † 1787)